# إشتفان غاجدا
إشتفان غاجدا (بالمجرية: Gajda István)‏ هو لاعب كرة قدم مجري في مركز الهجوم، ولد في 6 يونيو 1981 في بودابست في المجر، وتوفي في 26 نوفمبر 2011 في Pákozd ‏ في المجر بسبب حادث مرور. شارك مع منتخب المجر تحت 17 سنة لكرة القدم. أما مع النوادي، فقد لعب مع نادي بكسكابا 1912 إلوره ونادي بودابست هونفيد ونادي ديوسجوري ونادي فيرينتسفاروشي.